# Auchenipterus nuchalis
Auchenipterus nuchalis е вид лъчеперка от семейство Auchenipteridae. Видът не е застрашен от изчезване.

## Разпространение и местообитание
Разпространен е в Аржентина, Бразилия и Френска Гвиана.
Обитава сладководни басейни и реки.

## Описание
На дължина достигат до 15,4 cm.
Популацията на вида е нарастваща.